# Sasan Jelvani
Sasan Jelvani (* 14. September 1995 in Saarbrücken) ist ein deutscher American-Football-Spieler auf der Position des Outside Linebackers.

## Werdegang
Jelvani begann 2009 im Nachwuchsbereich der Saarland Hurricanes mit dem American Football. 2013 war er Teil der Hurricanes U19, die mit einem 26:25-Sieg die Cologne Crocodiles im Junior Bowl schlugen. Im Sommer 2014 nahm Jelvani für Deutschland an der Junioren-Weltmeisterschaft in Kuwait teil. Mit sieben Tackles und einem Sack in vier Spielen verhalf er dem Team zum siebten Platz.
Während der GFL-Saison 2014 gab Jelvani sein Debüt bei den Herren. In den folgenden Jahren zählte er zu den Leistungsträgern der Hurricanes und erzielte regelmäßig teaminterne Bestwerte. So führte er die Hurricanes zweimal in Tackles (2019, 2021), dreimal in Tackles für Raumverlust (2015, 2019, 2021) und zweimal in Sacks (2019, 2021) an. Seine zwölf Sacks in der GFL2-Saison 2019 bedeuteten ebenso den ligaweiten Bestwert wie seine zwölf Sacks in der GFL 2021. Nach Abschluss der regulären Saison 2021 wurde Jelvani in das GFL All-Star Team gewählt.
Im Januar 2022 wurde Jelvani in den erweiterten Kader der deutschen Nationalmannschaft berufen. Anderthalb Monate später wurde er als Neuzugang bei den Leipzig Kings aus der European League of Football (ELF) vorgestellt. Jelvani zog sich am ersten Trainingstag im Juni 2022 eine schwere Muskelverletzung zu und fiel für die gesamte Saison aus. Für die ELF-Saison 2023 unterschrieb Jelvani einen Vertrag bei Stuttgart Surge.

## Statistiken
| Jahr                     | Team                | Spiele | Tackles | Tackles | Tackles | Tackles | Tackles | Passverteidigung | Passverteidigung | Passverteidigung | Passverteidigung | Passverteidigung | Fumbles | Fumbles | Fumbles |
| Jahr                     | Team                | Spiele | Total   | Solo    | Ast     | TFL     | Sack    | INT              | Yds              | TD               | BrUp             | PD               | FF      | FR      | TD      |
| ------------------------ | ------------------- | ------ | ------- | ------- | ------- | ------- | ------- | ---------------- | ---------------- | ---------------- | ---------------- | ---------------- | ------- | ------- | ------- |
| German Football League   |                     |        |         |         |         |         |         |                  |                  |                  |                  |                  |         |         |         |
| 2014                     | Saarland Hurricanes | 04     | 014     | 008     | 006     | 0       | 0       | 0                | 0                | 0                | 4                | 4                | 0       | 0       | 0       |
| 2015                     | Saarland Hurricanes | 14     | 093     | 058     | 035     | 24      | 04      | 0                | 0                | 0                | 0                | 0                | 0       | 1       | 0       |
| 2016                     | Saarland Hurricanes | 02     | 010     | 004     | 006     | 03      | 0       | 0                | 0                | 0                | 0                | 0                | 0       | 0       | 0       |
| 2017                     | Saarland Hurricanes | 10     | 048     | 020     | 028     | 09      | 03      | 0                | 0                | 0                | 1                | 1                | 0       | 0       | 0       |
| 2021                     | Saarland Hurricanes | 12     | 098     | 049     | 049     | 32      | 12      | 0                | 0                | 0                | 1                | 1                | 1       | 1       | 0       |
| GFL Gesamt               | GFL Gesamt          | 42     | 263     | 139     | 124     | 68      | 19      | 0                | 0                | 0                | 6                | 6                | 1       | 2       | 0       |
| German Football League 2 |                     |        |         |         |         |         |         |                  |                  |                  |                  |                  |         |         |         |
| 2018                     | Saarland Hurricanes | 10     | 057     | 022     | 035     | 08      | 01      | 0                | 0                | 0                | 4                | 4                | 0       | 1       | 0       |
| 2019                     | Saarland Hurricanes | 12     | 087     | 032     | 055     | 34      | 12      | 0                | 0                | 0                | 2                | 2                | 3       | 2       | 0       |
| GFL 2 Gesamt             | GFL 2 Gesamt        | 22     | 144     | 054     | 090     | 42      | 13      | 0                | 0                | 0                | 6                | 6                | 3       | 3       | 0       |
| Quellen: stats.gfl.info  |                     |        |         |         |         |         |         |                  |                  |                  |                  |                  |         |         |         |

## Privates
Jelvani hat sechs Geschwister. Seine Brüder Bijan und Majan sind ebenfalls im American Football aktiv. Jelvani ist vom Beruf Chirurg.